# Feralpisalò 2014-2015
Questa voce raccoglie le informazioni riguardanti la Feralpisalò nelle competizioni ufficiali della stagione 2014-2015.

## Stagione
Nella stagione 2014-2015 dopo essere stata ammessa alla nuova terza serie, la Feralpisalò disputa il campionato di Lega Pro, ottenendo il sesto posto con 56 punti, ma staccata 12 punti dai Play-off. Per la quarta stagione consecutiva disputa il terzo livello del campionato italiano, la sesta disputata dal club salodiano nel calcio professionistico italiano. La squadra dei Leoni del Garda, allenata dal confermato Giuseppe Scienza, dopo aver superato il Sant'Arcangelo nel primo turno, viene eliminata nel secondo turno della Coppa Italia Tim Cup dal Perugia (2-0). Mentre nella Coppa Italia di Lega Pro nel primo turno eliminatorio supera (0-2) il Sudtirol, nei sedicesimi ha superato (1-0) nel derby il Lumezzane, mentre negli ottavi ha pareggiato (2-2) con il Bassano Virtus che poi si è imposto (4-5) dopo i calci di rigore.

## Divise e sponsor
Lo sponsor tecnico per la stagione 2014-2015 è Erreà, mentre gli sponsor ufficiali sono Feralpi Siderurgica, Las Vegas (in casa) e Fonte Tavina (in trasferta).
| Casa | Trasferta |

## Rosa
| N. |                   | Ruolo | Calciatore                  |
| -- | ----------------- | ----- | --------------------------- |
|    | Italia (bandiera) | P     | Paolo Branduani             |
|    | Italia (bandiera) | P     | Francesco Proietti Gaffi    |
|    | Italia (bandiera) | P     | Alessandro Vagge            |
|    | Italia (bandiera) | D     | Nazzareno Belfasti          |
|    | Italia (bandiera) | D     | Mattia Broli                |
|    | Italia (bandiera) | D     | Fabrizio Carboni            |
|    | Italia (bandiera) | D     | Roberto Codromaz            |
|    | Italia (bandiera) | D     | Omar Leonarduzzi (capitano) |
|    | Italia (bandiera) | D     | Alessandro Ranellucci       |
|    | Italia (bandiera) | D     | Davide Savi                 |
|    | Italia (bandiera) | D     | Riccardo Tantardini         |
|    | Italia (bandiera) | C     | Andrea Bracaletti           |
|    | Italia (bandiera) | C     | Michele Cavion              |
|    | Italia (bandiera) | C     | Andrea Cittadino            |

| N. |                      | Ruolo | Calciatore          |
| -- | -------------------- | ----- | ------------------- |
|    | Italia (bandiera)    | C     | Vittorio Fabris     |
|    | Italia (bandiera)    | C     | Jacopo Lonardi      |
|    | Italia (bandiera)    | C     | Antonio Palma       |
|    | Italia (bandiera)    | C     | Alex Pinardi        |
|    | Italia (bandiera)    | C     | Nicolò Ragnoli      |
|    | Italia (bandiera)    | A     | Elvis Abbruscato    |
|    | Argentina (bandiera) | A     | Juan Antonio        |
|    | Italia (bandiera)    | A     | Marco Di Benedetto  |
|    | Italia (bandiera)    | A     | Francesco Galuppini |
|    | Italia (bandiera)    | A     | Axel Gulin          |
|    | Italia (bandiera)    | A     | Manuel Gullotta     |
|    | Italia (bandiera)    | A     | Niccolò Romero      |
|    | Italia (bandiera)    | A     | Luca Zamparo        |
|    | Italia (bandiera)    | A     | Gabriele Zerbo      |

## Calciomercato

### Sessione estiva(dall' 01/07 al 01/09)
| Acquisti | Acquisti                 | Acquisti     | Acquisti   |
| R.       | Nome                     | da           | Modalità   |
| -------- | ------------------------ | ------------ | ---------- |
| P        | Francesco Proietti Gaffi | Roma         | prestito   |
| D        | Nazzareno Belfasti       | Pro Vercelli | prestito   |
| D        | Roberto Codromaz         | Udinese      | prestito   |
| D        | Alessandro Ranellucci    | Pro Vercelli | definitivo |
| D        | Davide Savi              | Atalanta     | prestito   |
| C        | Michele Cavion           | Juventus     | prestito   |
| A        | Elvis Abbruscato         | Cremonese    | definitivo |
| A        | Juan Antonio             | Parma        | prestito   |
| A        | Marco Di Benedetto       | Juventus     | prestito   |
| A        | Axel Gulin               | Fiorentina   | prestito   |
| A        | Niccolò Romero           | Pavia        | definitivo |
| A        | Gabriele Zerbo           | Palermo      | definitivo |

| Cessioni | Cessioni                | Cessioni    | Cessioni      |
| R.       | Nome                    | a           | Modalità      |
| -------- | ----------------------- | ----------- | ------------- |
| P        | Cristian Pascarella     |             | svincolato    |
| D        | Davide Cinaglia         | Torino      | definitivo    |
| D        | Luca Corrado            | Udinese     | fine prestito |
| D        | Cristian Dell'Orco      | Parma       | fine prestito |
| D        | Alessandro Magli        | Brescia     | definitivo    |
| C        | Mauro Masserdotti       | Montichiari | definitivo    |
| C        | Daniele Milani          |             | svincolato    |
| C        | Alessio Cristiano Rossi | Varese      | fine prestito |
| C        | Luca Rovelli            | Parma       | fine prestito |
| C        | Enrico Zampa            | Salernitana | fine prestito |
| A        | Tommaso Ceccarelli      | Lazio       | fine prestito |
| A        | Pietro Cogliati         | Pavia       | definitivo    |
| A        | Davide Marsura          | Udinese     | fine prestito |
| A        | Luca Miracoli           | Varese      | fine prestito |

### Sessione invernale(dal 5/1 al 2/2)
| Acquisti | Acquisti            | Acquisti  | Acquisti   |
| R.       | Nome                | da        | Modalità   |
| -------- | ------------------- | --------- | ---------- |
| C        | Antonio Palma       | Atalanta  | prestito   |
| C        | Nicolò Ragnoli      | Brescia   | definitivo |
| A        | Emanuele Fiori      | Monza     | definitivo |
| A        | Francesco Galuppini | Lumezzane | prestito   |
| A        | Manuel Gullotta     | Brescia   | definitivo |

| Cessioni | Cessioni | Cessioni | Cessioni |
| R.       | Nome     | a        | Modalità |
| -------- | -------- | -------- | -------- |

## Risultati

### Lega Pro

#### Girone di andata
| Arbitro: | Mei (Pesaro) |

|           |           |  |
| Broli 13’ | Marcatori |  |

| Arbitro: | Prontera (Bologna) |

|             |           |  |
| Corazza 28’ | Marcatori |  |

| Arbitro: | Viotti (Tivoli) |

|                                                          |           |                                           |
| Abbruscato 3’, 52’, 80’ Leonarduzzi 30’ Juan Antonio 62’ | Marcatori | 18’ Barbuti 22’, 25’ Maracchi 40’ Paladin |

| Arbitro: | D'Apice (Arezzo) |

|                             |           |            |
| Soncin 9’ Ferretti 50’, 75’ | Marcatori | 18’ Cavion |

| Arbitro: | Massimi (Termoli) |

|                     |           |              |
| Ranellucci 69’, 70’ | Marcatori | 52’ Maiorino |

| Arbitro: | Di Martino (Teramo) |

|                                                     |           |                |
| Magnaghi 4’, 30’ Raimondi 36’ Bellazzini 82’ (rig.) | Marcatori | 52’ Abbruscato |

| Arbitro: | Piccinini (Forlì) |

|  |           |                        |
|  | Marcatori | 39’ Ganz 90’ Cristiani |

| Bergamo 11 ottobre 2014, ore 14:00 CEST 8ª giornata | AlbinoLeffe        | 0 – 0 referto | Feralpisalò | Stadio Atleti Azzurri d'Italia (1 072 spett.)\| Arbitro: \| Marinelli (Tivoli) \| |
| Arbitro:                                            | Marinelli (Tivoli) |               |             |                                                                                   |

| Arbitro: | Ronaldi (Tivoli) |

|                |           |  |
| Ranellucci 93’ | Marcatori |  |

| Arezzo 25 ottobre 2014, ore 17:00 CEST 10ª giornata | Arezzo            | 0 – 0 referto | Feralpisalò | Stadio Città di Arezzo (2 935 spett.)\| Arbitro: \| Amabile (Vicenza) \| |
| Arbitro:                                            | Amabile (Vicenza) |               |             |                                                                          |

| Arbitro: | Catona (Reggio Calabria) |

|             |           |  |
| Zanetti 63’ | Marcatori |  |

| Arbitro: | Zanonato (Vicenza) |

|                                          |           |                 |
| Fabris 2’, 67’ Bracaletti 71’ Romero 74’ | Marcatori | 62’ Fischnaller |

| Arbitro: | Capraro (Cassino) |

|               |           |                           |
| Mantovani 86’ | Marcatori | 14’ Pinardi 22’ Cittadino |

| Arbitro: | Vesprini (Macerata) |

|                |           |  |
| Ranellucci 47’ | Marcatori |  |

| Salò 30 novembre 2014, ore 16:00 CET 15ª giornata | Feralpisalò      | 0 – 0 referto | Pro Patria | Stadio Lino Turina (500 spett.)\| Arbitro: \| Panarese (Lecce) \| |
| Arbitro:                                          | Panarese (Lecce) |               |            |                                                                   |

| Arbitro: | Giovani (Grosseto) |

|                  |           |  |
| Rantier 24’, 57’ | Marcatori |  |

| Arbitro: | Piscopo (Imperia) |

|            |           |  |
| Romero 11’ | Marcatori |  |

| Arbitro: | Maggioni (Lecco) |

|            |           |                                           |
| Thiago 53’ | Marcatori | 49’ Leonarduzzi 80’ Tantardini 89’ Romero |

| Arbitro: | Rapuano (Rimini) |

|                  |           |                 |
| Ranellucci 45+4’ | Marcatori | 78’ (rig.) Nolé |

#### Girone di ritorno
| Arbitro: | Pietropaolo (Modena) |

|  |           |            |
|  | Marcatori | 82’ Romero |

| Arbitro: | Martinelli (Roma) |

|           |           |              |
| Broli 36’ | Marcatori | 32’ González |

| Arbitro: | Schirru (Nichelino) |

|                |           |                |
| Simoncelli 41’ | Marcatori | 17’ Bracaletti |

| Arbitro: | Melidoni (Frattamaggiore) |

|                                       |           |                                             |
| Pinardi 48’ Romero 88’ Ranellucci 90’ | Marcatori | 16’, 34’, 84’ (rig.) Cesarini 89’ A. Marchi |

| Arbitro: | Ranaldi (Tivoli) |

|                                        |           |                               |
| Petermann 12’ Barbuti 74’ Maiorino 85’ | Marcatori | 14’, 66’ Galuppini 81’ Romero |

| Arbitro: | Spinelli (Terni) |

|                                  |           |             |
| Galuppini 45+2’ Ranellucci 90+2’ | Marcatori | 6’ Raimondi |

| Arbitro: | Marinelli (Tivoli) |

|                    |           |                |
| Le Noci 34’ (rig.) | Marcatori | 13’ Tantardini |

| Arbitro: | Lacagnina (Caltanissetta) |

|                |           |             |
| Bracaletti 88’ | Marcatori | 59’ Corradi |

| Arbitro: | Mancini (Fermo) |

|                                  |           |                           |
| A. Marchi 4’ Manaj 62’ Jadid 90’ | Marcatori | 76’ Romero 85’ Bracaletti |

| Salò 15 marzo 2015, ore 18:00 CET 29ª giornata | Feralpisalò          | 0 – 0 referto | Arezzo | Stadio Lino Turina (450 spett.)\| Arbitro: \| Pietropaolo (Modena) \| |
| Arbitro:                                       | Pietropaolo (Modena) |               |        |                                                                       |

| Salò 20 marzo 2015, ore 19:30 CET 30ª giornata | Feralpisalò   | 0 – 0 referto | Mantova | Stadio Lino Turina (700 spett.)\| Arbitro: \| Fanton (Lodi) \| |
| Arbitro:                                       | Fanton (Lodi) |               |         |                                                                |

| Arbitro: | Dei Giudici (Latina) |

|  |           |                |
|  | Marcatori | 86’ Bracaletti |

| Salò 29 marzo 2015, ore 16:00 CEST 32ª giornata | Feralpisalò      | 0 – 0 referto | Renate | Stadio Lino Turina (600 spett.)\| Arbitro: \| Maggioni (Lecco) \| |
| Arbitro:                                        | Maggioni (Lecco) |               |        |                                                                   |

| Monza 2 aprile 2015, ore 19:30 CEST 33ª giornata | Monza        | 0 – 0 referto | Feralpisalò | Stadio Brianteo (1 171 spett.)\| Arbitro: \| Mei (Pesaro) \| |
| Arbitro:                                         | Mei (Pesaro) |               |             |                                                              |

| Arbitro: | Candeo (Este) |

|              |           |  |
| Serafini 38’ | Marcatori |  |

| Salò 18 aprile 2015, ore 17:00 CEST 35ª giornata | Feralpisalò   | 0 – 0 referto | Alessandria | Stadio Lino Turina (600 spett.)\| Arbitro: \| Marini (Roma) \| |
| Arbitro:                                         | Marini (Roma) |               |             |                                                                |

| Arbitro: | Fiorini (Frosinone) |

|  |           |            |
|  | Marcatori | 24’ Cavion |

| Arbitro: | Sassoli (Arezzo) |

|                  |           |  |
| Zamparo 45’, 55’ | Marcatori |  |

| Arbitro: | Piccinini (Forlì) |

|                                            |           |                |
| Pietribasi 5’ Semenzato 38’ Iocolano 45+3’ | Marcatori | 64’ Bracaletti |

### Coppa Italia
| Arbitro: | Giua (Pisa) |

|             |           |  |
| Gulin 90+1’ | Marcatori |  |

| Arbitro: | Baracani (Firenze) |

|                             |           |  |
| Taddei 78’ Falcinelli 90+3’ | Marcatori |  |

### Coppa Italia Lega Pro
| Arbitro: | Mantelli (Brescia) |

|  |           |                                 |
|  | Marcatori | 34’ Romero 42’ (rig.) Cittadino |

| Arbitro: | Andreini (Forlì) |

|           |           |  |
| Zerbo 60’ | Marcatori |  |

| Arbitro: | Proietti (Terni) |

|                                                 |                      |                                     |
| Carboni 4’ Abbruscato 7’                        | Marcatori            | 2’ Tonon 38’ Munarini               |
| Abbruscato Cittadino Bracaletti Carboni Pinardi | Tiri di rigore 2 – 3 | Pietribasi Cenetti Cortesi Cattaneo |

## Statistiche

### Statistiche di squadra
| Competizione          | Punti | In casa | In casa | In casa | In casa | In casa | In casa | In trasferta | In trasferta | In trasferta | In trasferta | In trasferta | In trasferta | Totale | Totale | Totale | Totale | Totale | Totale | DR |
| Competizione          | Punti | G       | V       | N       | P       | Gf      | Gs      | G            | V            | N            | P            | Gf           | Gs           | G      | V      | N      | P      | Gf     | Gs     | DR |
| --------------------- | ----- | ------- | ------- | ------- | ------- | ------- | ------- | ------------ | ------------ | ------------ | ------------ | ------------ | ------------ | ------ | ------ | ------ | ------ | ------ | ------ | -- |
| Lega Pro              | 56    | 19      | 9       | 8       | 2       | 25      | 16      | 19           | 5            | 6            | 8            | 18           | 25           | 38     | 14     | 14     | 10     | 43     | 41     | +2 |
| Coppa Italia          |       | 1       | 1       | 0       | 0       | 1       | 0       | 1            | 0            | 0            | 1            | 0            | 2            | 2      | 1      | 0      | 1      | 1      | 2      | -1 |
| Coppa Italia Lega Pro |       | 2       | 1       | 0       | 1       | 3       | 2       | 1            | 1            | 0            | 0            | 2            | 0            | 3      | 2      | 0      | 1      | 5      | 2      | +3 |
| Totale                | 56    | 22      | 11      | 8       | 3       | 29      | 18      | 21           | 6            | 6            | 9            | 20           | 27           | 43     | 17     | 14     | 12     | 49     | 45     | +4 |